# Australian Associated Press
Australian Associated Press är Australiens nationella nyhetsbyrå. Organisationen grundades 1935 av Fairfax Media och The Herald and Weekly Times.